# 7809 Marcialangton
7809 Marcialangton eller 1979 ML1 är en asteroid i huvudbältet som upptäcktes den 25 juni 1979 av de båda amerikanska astronomerna Eleanor F. Helin och Schelte J. Bus vid Siding Spring-observatoriet. Den är uppkallad efter Marcia Langton..
Asteroiden har en diameter på ungefär 4 kilometer.